# Alexis Hornbuckle
Alexis Kay'ree Hornbuckle (Charleston, 16 ottobre 1985) è un'ex cestista statunitense, professionista nella WNBA.

## Carriera
È stata selezionata dalle Detroit Shock al primo giro del Draft WNBA 2008 (4ª scelta assoluta).
Con gli Stati Uniti ha disputato i Giochi panamericani di Rio de Janeiro 2007.

## Palmarès
- 2 volte campionessa NCAA (2007, 2008)
- 2 volte campionessa WNBA (2008, 2011)
- Migliore nelle palle recuperate WNBA (2008)